# Onychargia vittigera
Onychargia vittigera är en trollsländeart som beskrevs av Selys 1891. Onychargia vittigera ingår i släktet Onychargia och familjen dammflicksländor. Inga underarter finns listade i Catalogue of Life.